# Stadio di Askeran
Lo stadio di Askeran è un impianto sportivo per il gioco del calcio ubicato nella omonima città in Azerbaigian, nella ex repubblica dell'Artsakh.
Ha ospitato le partite del Askeran FC, partecipante al campionato di calcio dell'Artsakh. L'impianto è stato tra i 4 impianti che hanno ospitato la coppa europea di calcio ConIFA 2019, organizzata in Artsakh nel giugno 2019.